# Регламентація
Регламента́ція (рос. регламентация; англ. regulations; нім. Reglementierung f) — має такі значення:
- Процес встановлення певних правил. Наприклад, регламентація технологічних процесів. Включає встановлення порядку операцій, їх режимні параметри тощо.
- Те ж саме, що й регламент.